# 平心処斉
平心 処斉（へいしん しょさい）は、鎌倉時代後期から南北朝時代の臨済宗大覚派の僧。

## 経歴・人物
千葉重胤の子として肥前国で弘安2年（1287年）に出生する。寿福寺の林叟徳瓊の下で出家した後、清拙正澄や高峰顕日、美濃国の竹翁和尚に参禅する。その後、林叟徳瓊の下で印可を得た。暦応元年（1338年）、知己である籐左衛門尉の紹介により水野致国を開基として定光寺を開く。正平8年/文和2年（1353年）、定光寺境内に退蔵庵を結んで隠居するが、正平10年/文和4年（1355年）、美濃国武儀郡上野に長蔵寺を開いて住した。正平18年/貞治2年（1363年）、土岐頼忠の招きにより禅蔵寺の開山となる。正平24年/応安2年（1370年）、長蔵寺にて没する。語録として覚源禅師語録が伝わる。